# Warhammer 40,000: Inquisitor - Martyr
Warhammer 40,000: Inquisitor - Martyr est un jeu vidéo de type action-RPG appartenant à la catégorie Hack and Slash. Développé et édité par NeocoreGames, il est sorti en 2018 sur Windows, PlayStation 4 et Xbox One.

## Accueil
- Canard PC : 5/10[1]
- Jeuxvideo.com : 15/20[2]